# Rio Ruo
O rio Ruo é o um rio de Moçambique e do Malawi, com cerca de 150 km de comprimento. É o principal afluente do rio Chire e define parte da fronteira Malawi-Moçambique.
O rio nasce no maciço de Mulanje, perto do pico de Nandiwo. Inicialmente, flui na direção sul até encontrar a fronteira com Moçambique, que então forma. O seu curso adicional segue a direção oeste-sudoeste até que finalmente desagua a sul de Chiromo.
A bacia hidrográfica do rio Ruo inclui as encostas do sul do Maciço de Mulanje e dos planaltos do Chire, no Malawi. O seu principal afluente é o rio Thuchila (ou Tuchila), que drena as encostas do sudoeste de Mulanje e as encostas do sudeste dos planaltos do Chire e a planície de Thuchila entre estes. A confluência do Ruo e do Thuchila fica perto de Sandama. O rio Ruo e os seus afluentes da margem esquerda também drenam uma parte do distrito de Milange, em Moçambique.